# Mercury-Little-Joe 5A
Little-Joe 5A (LJ-5A) war ein unbemannter Testflug im Rahmen des Mercury-Programms, um das Rettungssystem zu erproben. Die Mission war ein Fehlschlag, da wie bei Mercury-Little-Joe 5 die Rettungsraketen zündeten, ohne dabei die Kapsel von der Rakete zu ziehen. Deswegen musste mit Mercury-Little-Joe 5B der Flug abermals wiederholt werden. Durch Zünden der Wiedereintrittsmotoren konnte die Kapsel von der Rakete getrennt werden und nach Entfalten der Fallschirme wasserte die nahezu unbeschädigte Kapsel im Atlantik. Sie wurde geborgen und kann derzeit im Virginia Air and Space Center, Hampton, Virginia besichtigt werden.